# Hypopentarthrum
Hypopentarthrum är ett släkte av skalbaggar. Hypopentarthrum ingår i familjen vivlar.
Kladogram enligt Catalogue of Life:
| Hypopentarthrum | \| \| Hypopentarthrum microcephalum \| \| \| \| |
|                 | \| \| Hypopentarthrum microcephalum \| \| \| \| |
|                 | Hypopentarthrum microcephalum                   |
|                 |                                                 |